# L'amant de Lady Chatterley
L'amant de Lady Chatterley (títol original en anglès: Lady Chatterley's Lover) és una pel·lícula estatunidenca-britànico-franco-alemanya dirigida per Just Jaeckin, estrenada l'any 1981. Ha estat doblada al català.

## Argument
Adaptació de la novel·la de D.H. Lawrence. Lady Chatterley està casada amb un home que, després d'un accident, va quedar immobilitzat de la cintura per a baix. Encoratjada pel seu marit troba en un home rude que treballa a la seva mansió el consol als seus desitjos.

## Repartiment
- Sylvia Kristel: Lady Constance Chatterley
- Shane Briant: Sir Clifford Chatterley
- Nicholas Clay: Oliver Mellors
- Ann Mitchell: Ivy Bolton
- Elizabeth Spriggs: Lady Eva
- Pascale Rivault: Hilda
- Peter Bennett: Field
- Anthony Head: Anton
- Bessie Love: Flora